# Alina Stremous
Alina Sergeyevna Stremous (en russe : Алина Сергеевна Стремоус) est une biathlète moldave, née le 11 juillet 1995 à Kotelnikovo dans la région de Volgograd en Russie.

## Carrière
Alina Stremous, qui est russe d'origine, fait ses débuts internationaux avec l'équipe moldave lors des championnats d'Europe de Minsk en 2020. Elle se classe 81e du super sprint et 91e du sprint. Elle fait, ensuite, ses débuts en IBU Cup, où elle parvient, sur sa deuxième course, à terminer 38e du sprint, ce qui lui permet d'inscrire ses premiers points sur ce circuit.
Elle commence la saison 2021-2022 en Coupe du monde mais, elle est reléguée en IBU Cup après sa 102e place sur l'individuel à Kontiolahti.
Sa 4e place sur le sprint d'Arberainsi que ses performances intéressantes sur les championnats d'Europe lui permet de participer à ses premiers championnats du monde à Pokljuka. Elle termine 53e du sprint, 54e de la poursuite et 72e de l'individuel. Elle marque ses premiers points en Coupe du monde sur le sprint de Nové Město avec une 19e place.
Alina Stremous monte dans les classements tout au long de la saison 2021-2022 en améliorant considérablement son niveau à ski. Néanmoins, cette nette progression pourrait être également liée à l'utilisation de farts fluorés par la Moldavie, pourtant interdits par l'IBU depuis le début de la saison.
Début janvier 2022, elle termine 16e de la poursuite d'Oberhof. Elle va signer ses meilleures performances individuelles à Antholz en terminant 14e de l'individuel puis 9e de sa première mass-start de sa carrière en Coupe du monde.
Elle monte pour la première fois sur le podium d'une course individuelle le 26 janvier 2022 avec une 2e place sur l'individuel des Championnats d'Europe.
Dans des conditions très difficiles dues à de fortes rafales de vents, elle remporte l'or sur la poursuite de ces championnats d'Europe. Avec un très bon 16/20 au tir, elle devance l'allemande Janina Hettich et la norvégienne Jenny Enodd.

## Palmarès

### Jeux olympiques
| Édition \ Épreuve | Individuel | Sprint | Poursuite | Mass start | Relais | Relais mixte |
| ----------------- | ---------- | ------ | --------- | ---------- | ------ | ------------ |
| Pékin 2022        | 37e        | 10e    | 16e       | 30e        | —      | —            |

Légende :
- — : non disputée par Stremous

### Championnats du monde
| Édition / Épreuve | Individuel | Sprint | Poursuite | Mass start | Relais | Relais mixte | Relais mixte simple |
| ----------------- | ---------- | ------ | --------- | ---------- | ------ | ------------ | ------------------- |
| Pokljuka 2021     | 72e        | 53e    | 54e       | —          | —      | 22e          | —                   |
| Oberhof 2023      | 41e        | 63e    | —         | —          | —      | 23e          | 8e                  |
| Lenzerheide 2025  | 48e        | 67e    | —         | —          | —      | 18e          | 12e                 |

Légende :
- — : non disputée par Stremous

### Coupe du monde
- Meilleur classement général : 38e en 2022.
- Meilleure performance individuelle : 9e sur la mass-start d'Antholz (2022).

#### Classements annuels
| Saison    | Individuel | Individuel | Sprint | Sprint   | Poursuite | Poursuite | Mass start | Mass start | Général | Général  |
| Saison    | Points     | Position   | Points | Position | Points    | Position  | Points     | Position   | Points  | Position |
| --------- | ---------- | ---------- | ------ | -------- | --------- | --------- | ---------- | ---------- | ------- | -------- |
| 2020-2021 | 0          | nc         | 22     | 66e      | 13        | 64e       |            |            | 35      | 69e      |
| 2021-2022 | 27         | 25e        | 36     | 52e      | 58        | 38e       | 32         | 30e        | 153     | 38e      |
| 2022-2023 | '          | 30e        | '      | 61e      | '         | 59e       | '          | 37e        | 82      | 38e      |
| 2023-2024 | '          | 53e        | '      | 64e      | '         | 47e       |            |            | 62      | 59e      |

### Championnats d'Europe
| Édition / Épreuve   | Individuel                | Sprint | Poursuite             | Relais mixte | Relais mixte simple |
| ------------------- | ------------------------- | ------ | --------------------- | ------------ | ------------------- |
| Arber 2022          | Médaille d'argent, Europe | 4e     | Médaille d'or, Europe | —            | 18e                 |
| Brezno-Osrblie 2024 | Médaille d'argent, Europe | 7e     | 13e                   | —            | 4e                  |

Légende :
- — : non disputée par Stremous